# Křivka bělokřídlá
Křivka bělokřídlá (Loxia leucoptera) je malý pěvec z čeledi pěnkavovitých. 
Od příbuzné křivky obecné se liší především širokými bílými páskami v křídle (někteří jedinci křivky obecné mohou mít slabé křídelní pásky) a širokými bílými špičkami ramenních letek. Samci jsou světleji červení, obě pohlaví mají kontrastnější skvrnění na hřbetě. Hnízdí pravidelně v Severní Americe a Rusku, v některých letech i ve Finsku a Švédsku; dává přednost modřínovým šiškám. Vzácně zalétá do České republiky.

## Taxonomie
Rozlišují se dva poddruhy:
- Loxia l. leucoptera - Aljaška, Kanada, sever Spojených států amerických
- Loxia l. bifasciata - severní Evropa až východní Sibiř a severovýchodní Čína

## Popis
Křivka bělokřídlá měří na déku 14,5 - 17 cm a váží 25 - 40 g. Má krátké nohy, vykrojený ocas, překřížený zobák a dva proužky v křídlech. Samec má malinově červenou hlavu, záda a břicho. Samice má hlavu, záda a břicho žlutozelené, křídla a ocas má zbarvené jako samec. Od křivky obecné (Loxia curvirostra) i křivky velké (Loxia pytyopsittacus) se liší mimo jiné menší hlavou a zobákem.

## Rozšíření
Hnízdí v jehličnatých lesích Aljašky, Kanady severu Spojených států amerických a severní euroasie.
Tato křivka je převážně stálá s tendencí se přesouvat na jih když je málo potravy. Americký poddruh je stěhovavější než euroasijský. Mimo hnízdní sezónu tvoří hejna, často smíšená s jinými druhy křivek. Vzácně zalétá do až do západní Evropy, obvykle společně se severskými křivkami obecnými.

## Potrava
Jedná se o potravní specialisty na šišky jehličnatých stromů. Tvar zobáku je uzpůsoben k dobývání semen ze šišek. Křivka bělokřídlá preferuje semena modřínů (Larix), v eurosibiři modřínů sibiřských (L. sibirica) a modřínů dahurských (L. gmelinii) a v Severní Americe modřínů amerických (L. laricina). Živí se rovněž plody jeřábu (Sorbus) a v Severní Americe též semeny jedlovce kanadského (Tsuga canadensis) a smrku sivého (Picea glauca).

## Hnízdění

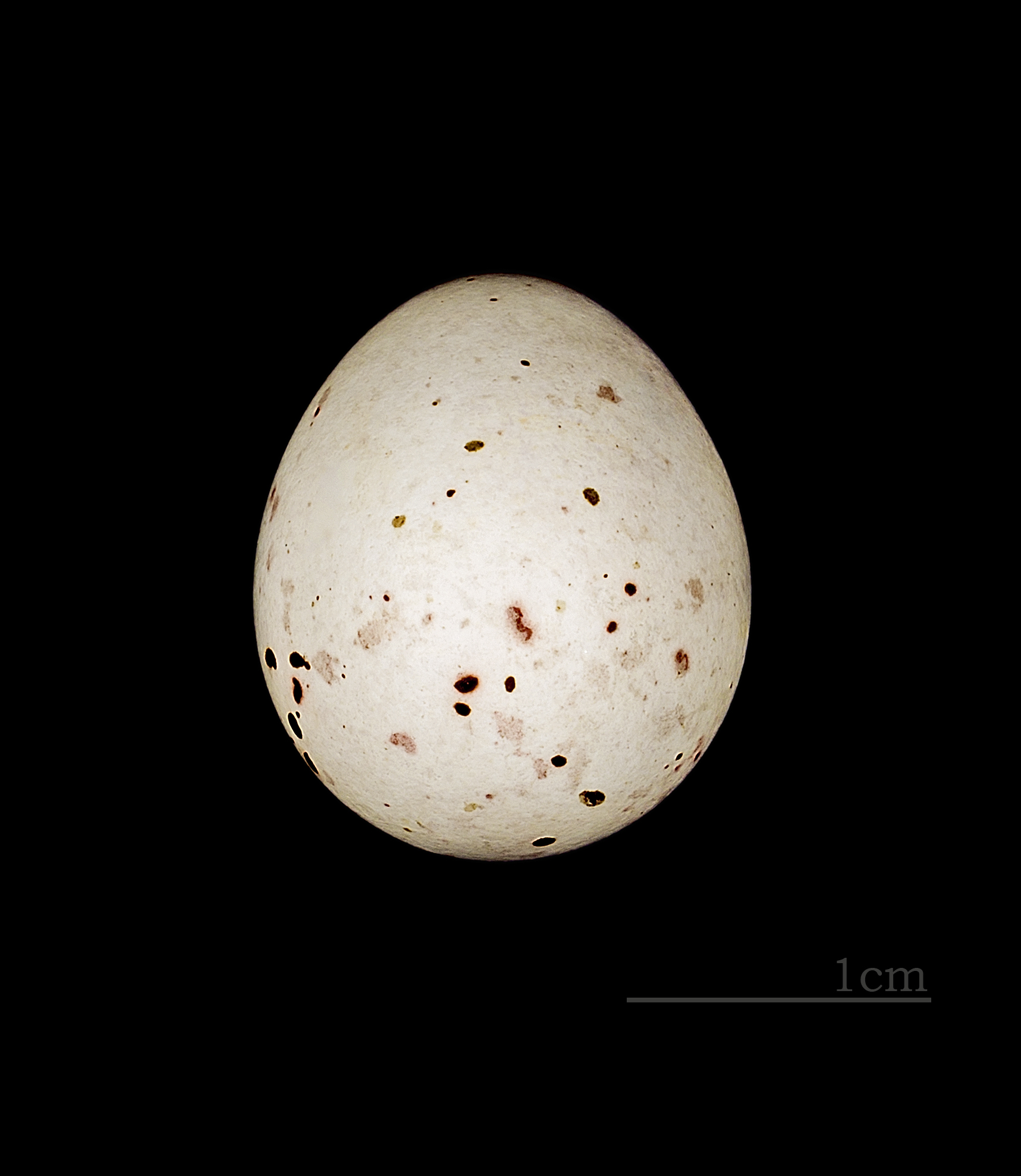
Loxia leucoptera leucoptera

Hnízdo je 2 - 20 m vysoko, obvykle u kmene jehličnanu. Staví jej samice z větviček jehličnatých stromů. Snůška 3 - 4 vajec je zahřívána samicí 14 - 15 dní. Mláďata jsou krmena oběma rodiči a opouštějí hnízdo po 22 - 24 dnech ale zůstávají s rodiči ještě 6 týdnů.